# Regionaler Naturpark Pyrénées Ariégeoises

Logo des Naturparks

Der Regionale Naturpark Pyrénées Ariégeoises (französisch Parc naturel régional des Pyrénées Ariégeoises) liegt im französischen Département Ariège in der Region Okzitanien, auf dem Gebiet der historischen Provinz Couserans. Er erstreckt sich von der Kette der Hoch-Pyrenäen (Montcalm, Mont Valier) über die nordpyrenäischen Satellitenmassive (Massif de l’Arize, Massif des Trois Seigneurs) bis ins nördliche Pyrenäen-Vorland, in die sogenannten Kleinen Pyrenäen, mit den markanten Plantaurel-Bergen. Das Gebiet wird im Osten teilweise vom Fluss Ariège begrenzt und darüber hinaus von den Flüssen Lez, Salat, Vicdessos, Arize und Volp entwässert, die allesamt zum Flusssystem der Garonne zählen. Die Parkverwaltung hat ihren Sitz in La Bastide-de-Sérou (Lage).
Der Naturpark wurde 2009 gegründet, umfasst eine Fläche von rund 2500 km² und ein Einzugsgebiet von etwa 42.000 Einwohnern. Der Naturpark besteht aus 141 Gemeinden. Das Gebiet grenzt im Süden an Spanien und im Südosten an Andorra, wo mit den dort befindlichen Naturparks eine grenzüberschreitende Zusammenarbeit gepflegt wird. Es handelt sich dabei um den
- Parque Natural de l’Alt Pireneu (Spanien/Katalonien) und den
- Parc Natural de les Vals de Coma (Andorra).

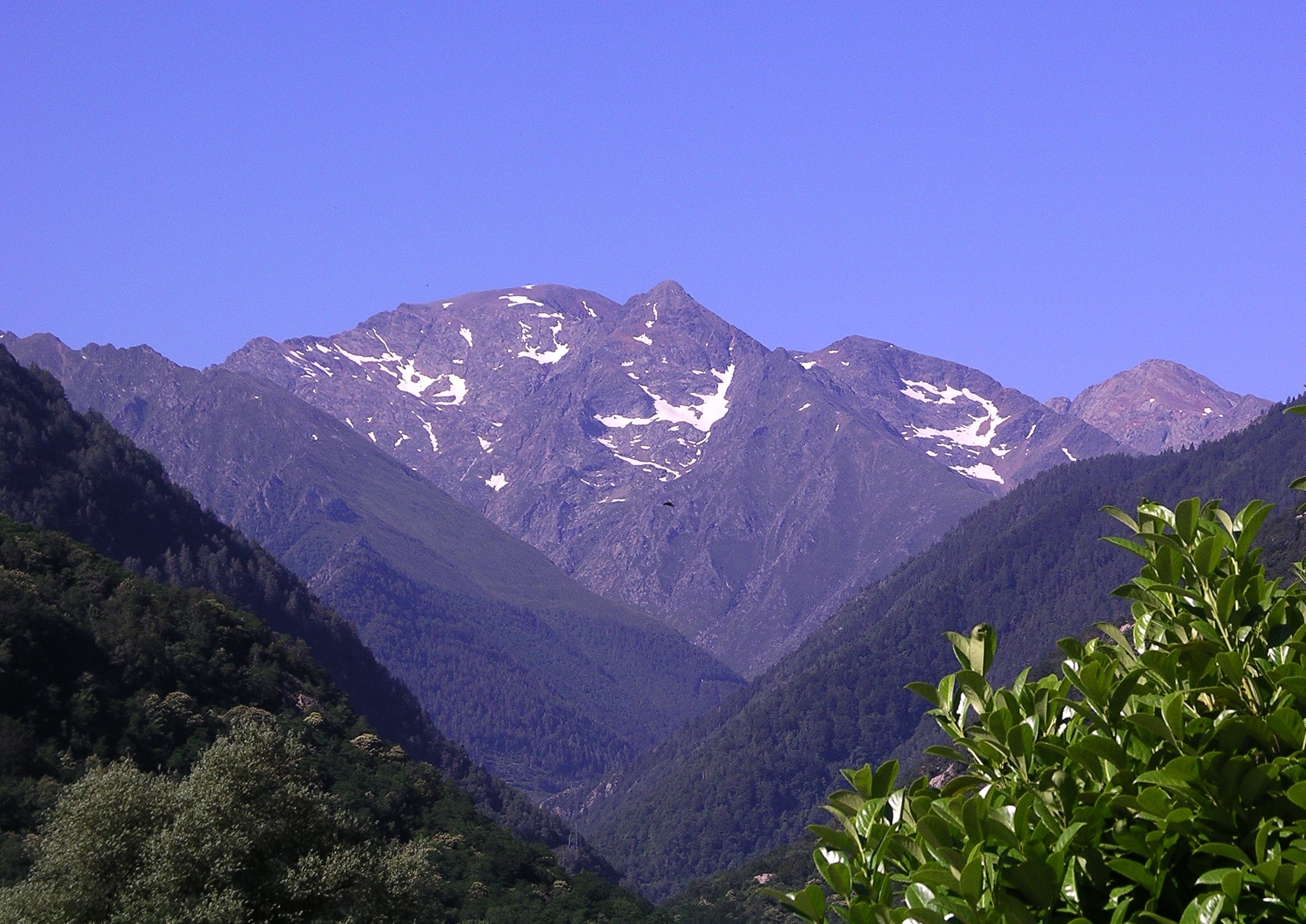
Montcalm (3077 m)
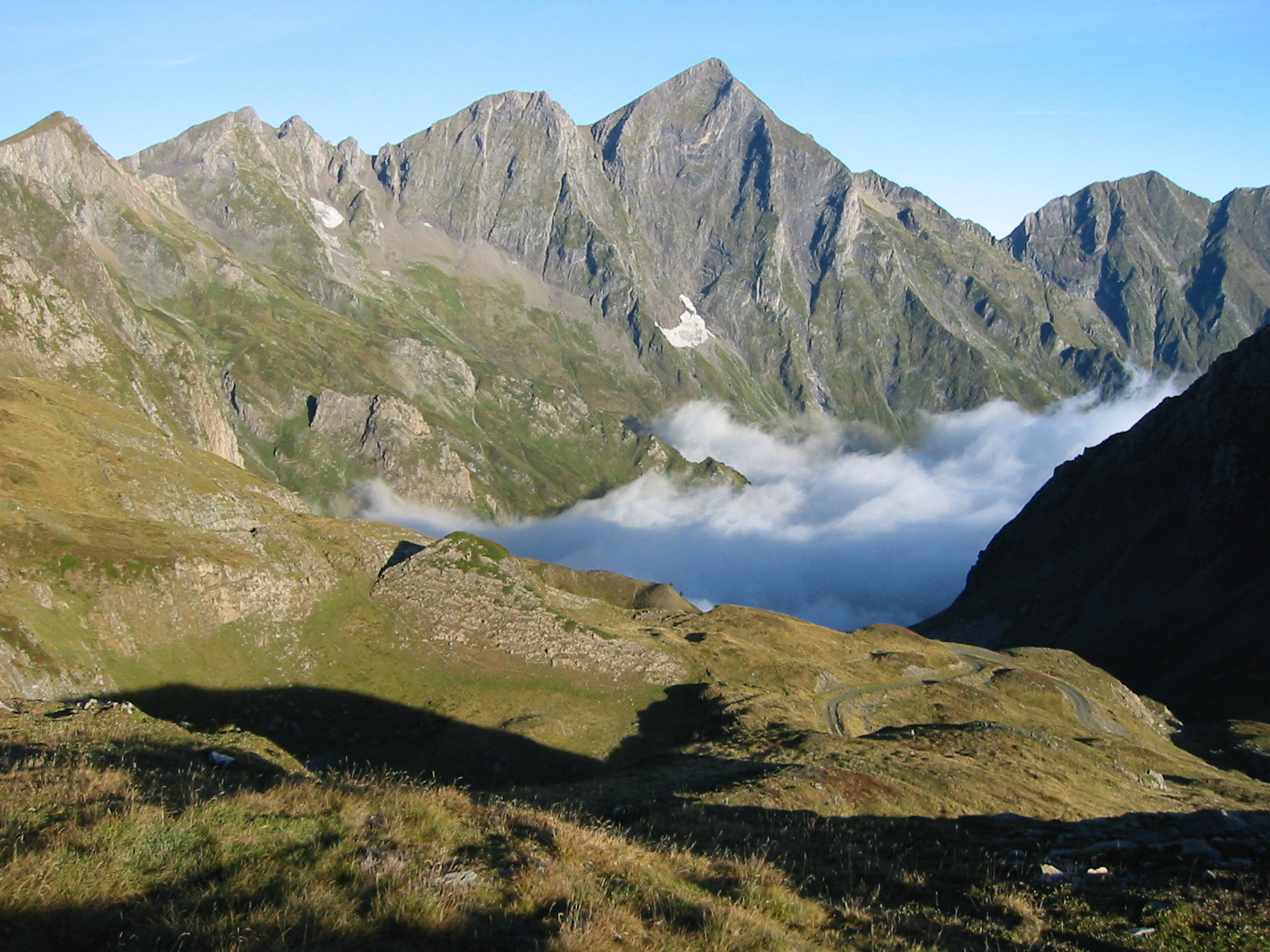
Mont Valier (2838 m)
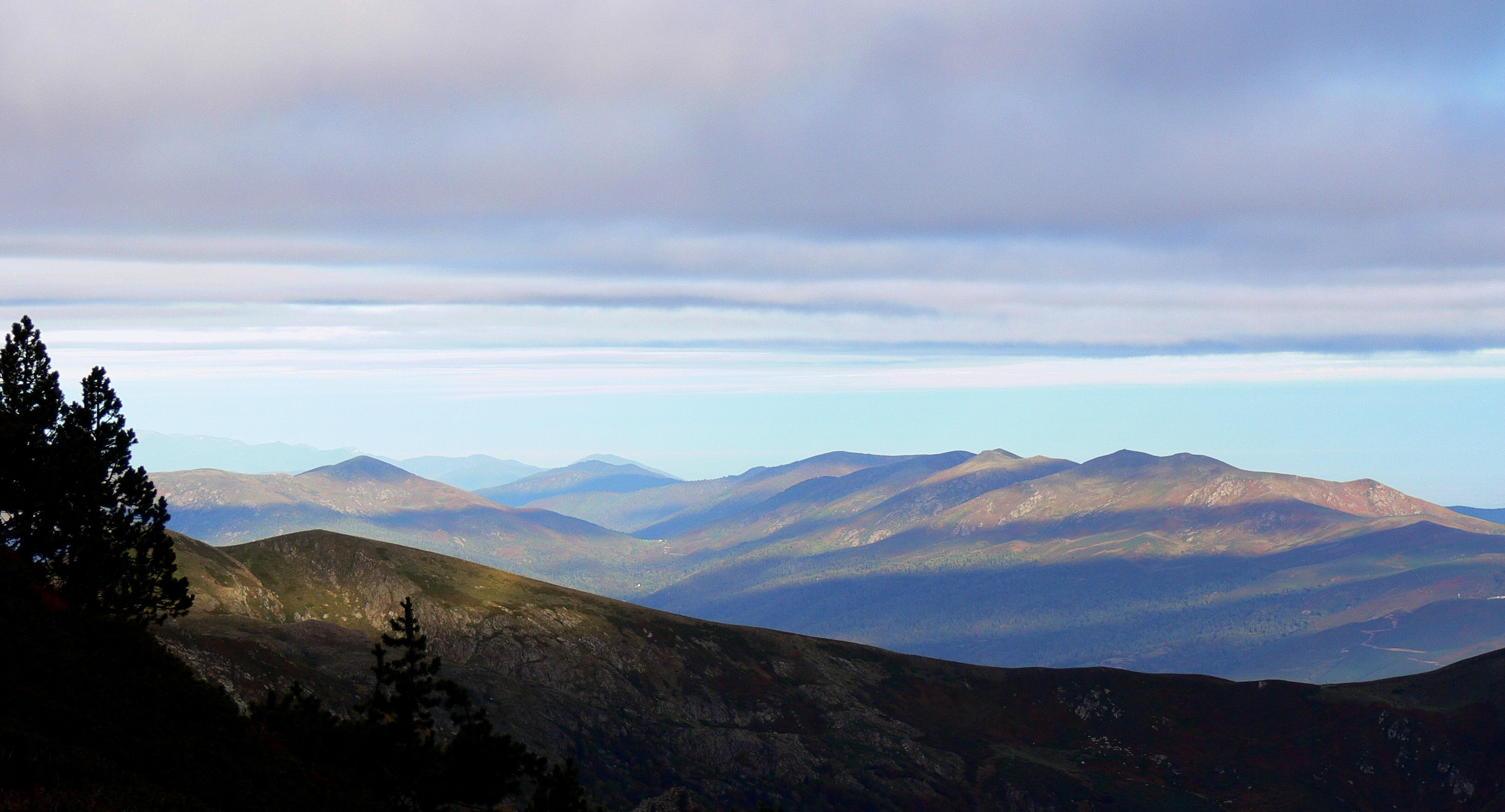
Massif de l’Arize
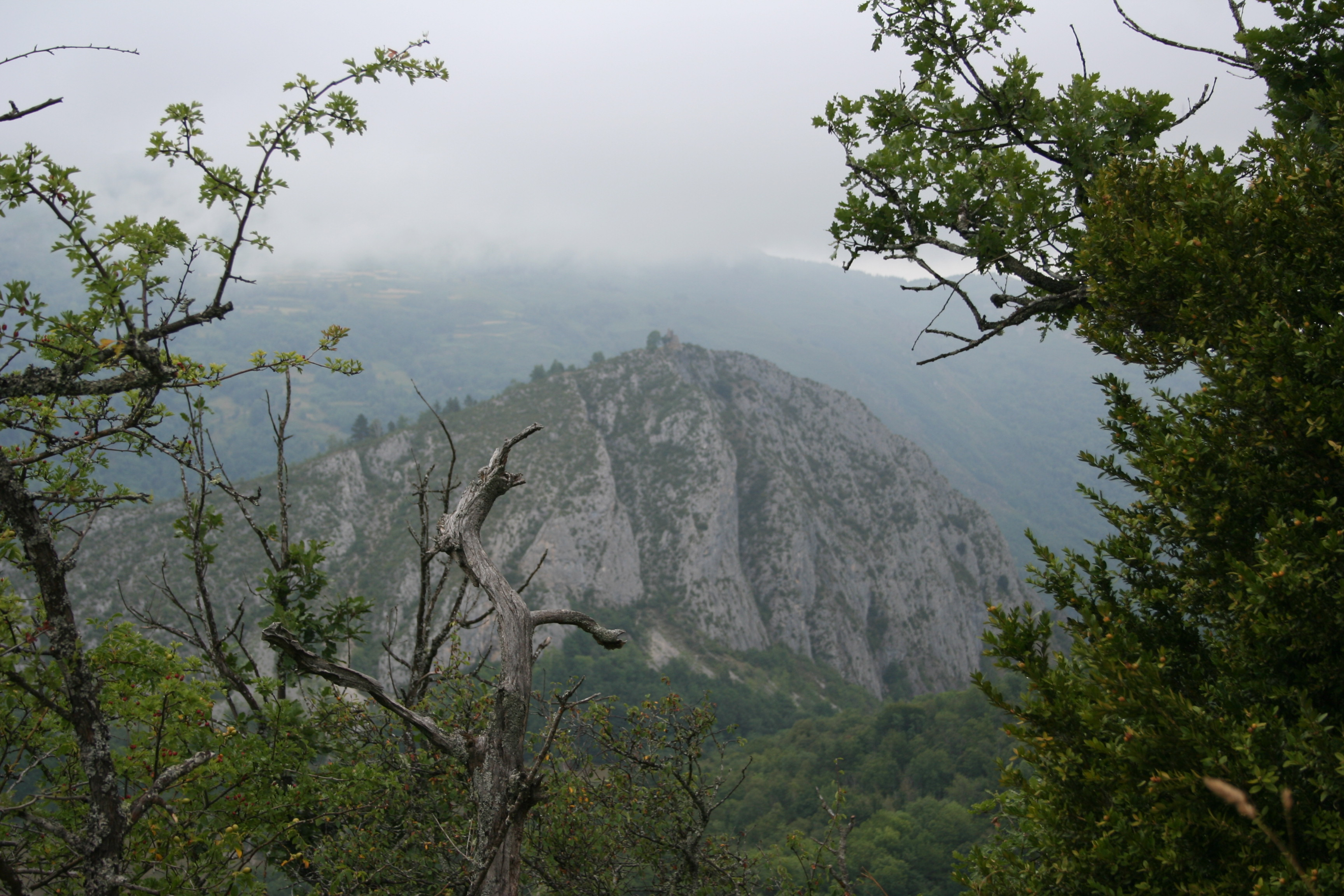
Montagnes du Plantaurel